# フェニルヒドロキシルアミン
フェニルヒドロキシルアミン (Phenylhydroxylamine) は、化学式 C6H5NHOH で表される有機化合物である。C6H5NH2とC6H5NOの酸化還元ペアの中間体である。フェニルヒドロキシルアミンは、その異性体であるα-フェニルヒドロキシルアミンまたは O-フェニルヒドロキシルアミンと混同してはいけない。

## 調製
フェニルヒドロキシルアミンは、NH4Clの存在下、ニトロベンゼンを亜鉛で還元することによって調製される。
あるいは、ロジウム触媒上でH2源としてヒドラジンを使用してニトロベンゼンを移動水素化することによって調製することもできる。 

## 反応
フェニルヒドロキシルアミンは、熱に対して不安定であり、強酸の存在下、バンバーガー転位により容易に4-アミノフェノールに転移する。フェニルヒドロキシルアミンを二クロム酸塩で酸化するとニトロソベンゼンが得られる。フェニルヒドロキシルアミンは、ベンズアルデヒドと縮合して、よく知られている1,3-双極子であるジフェニルニトロンを形成する。 
C6H5NHOH + C6H5CHO →  C6H5N(O)=CHC6H5 + H2O
フェニルヒドロキシルアミンは、NO+ソースによって攻撃を受けてクペロンを生成する。
C6H5NHOH + C4H9ONO + NH3 → NH4[C6H5N(O)NO] + C4H9OH